# Antôn Nguyễn Ngọc Sơn
Antôn Nguyễn Ngọc Sơn (sinh 1948) là một linh mục của Giáo hội Công giáo Rôma. Ông là nhà sư phạm, giảng viên các trường đại học công lập Kiến Trúc TPHCM, Đại học Sư phạm Kỹ thuật TPHCM, Đại học Tổng Hợp TPHCM. Linh mục Sơn còn là một chuyên gia trong ngành in ấn với nhiều nghiên cứu quan trọng. Ông là một trong những thành viên sáng lập khoa Kỹ thuật In của Đại học Sư phạm Kỹ thuật TPHCM. Trong lĩnh vực Công giáo, linh mục đảm nhiệm nhiều chức vụ quan trọng như Thư ký thường trực Hội đồng Giám mục Việt Nam, tổng biên tập Bản tin Hiệp thông, tổng biên tập trang thông tin số chính thức của Hội đồng Giám mục Việt Nam. Linh mục Antôn nguyên là Tổng Thư ký của Ủy ban bác ái xã hội, Giám đốc Caritas Việt Nam, sau đó ông được chuyển sang làm Tổng Thư ký Ủy ban Công lý và Hòa bình. Trong công tác ngoài xã hội, linh mục Nguyễn Ngọc Sơn đảm nhận cương vị Phó Chủ tịch kiêm Trưởng ban Xã hội - Y tế Hội Bảo trợ Người Khuyết tật và Trẻ Mồ côi TPHCM. Ông ngoài ra còn là một dịch giả và là nhà văn với nhiều tác phẩm. Tập sách Sứ điệp Loài Hoa do ông viết đã được tái bản nhiều lần với hơn 150.000 ấn bản.

## Cuộc đời
Nguyễn Ngọc Sơn sinh ngày 16 tháng 10 năm 1948. Năm 1959, lúc 11 tuổi Nguyễn Ngọc Sơn vào Tiểu Chủng viện Thánh Phanxicô Xaviê tại Vũng Tàu. Ông học một thời gian rồi vô Sài Gòn học tiếp tại cũng tại tiểu chủng viện Thánh Phanxicô Xaviê. Năm 1965, ông gia nhập tiểu chủng viện Thánh Phaolô của giáo phận Phát Diệm.

### Tu tập
Tháng 6 năm 1966, Antôn Nguyễn Ngọc Sơn tình nguyện gia nhập Giáo phận mới thành lập Xuân Lộc.. Thầy Nguyễn Ngọc Sơn được gửi đi tu học tại Giáo hoàng học viện Thánh Piô X tại Đà Lạt. 
Ngày 21 tháng 12 năm 1974, Thầy Phó tế Antôn được Tổng Giám mục Phaolô Nguyễn Văn Bình thụ phong linh mục tại nhà thờ chính tòa Sài Gòn.

### Giảng dạy
Từ năm 1975, ngoài các hoạt động mục của giáo phận, linh mục Sơn còn làm việc tại Nhà in Nguyễn Bá Tòng sau khi thi tay nghề được bậc 5/7. Ông làm việc ở đây đến 18 năm với các công việc của ngành in cùng nhiều nghiên cứu rồi trở thành thợ giỏi bậc 7/7 sau đó là chuyên viên ngành in bậc 6/8.(Ông làm việc ở nhà in Liksin trong 21 năm từ 1975- 1996) Vì linh mục Sơn có nhiều đóng góp trong lĩnh vực sắp chữ máy và sắp chữ điện tử nên ông được mời tham gia sáng lập khoa Kỹ thuật in của Đại học Sư phạm Kỹ thuật TPHCM. Từ đó ông chuyển sang công tác giảng dạy trong suốt 16 năm để đào tạo được hàng ngàn sinh viên trở thành kỹ sư phục vụ trong ngành in ấn. Linh mục Antôn còn được mời giảng dạy ở Khoa Mỹ thuật Công nghiệp tại Đại học Kiến Trúc TPHCM trong thời gian 3 năm và 2 năm đứng lớp tại Khoa Ngữ văn Báo chí thuộc Đại học Tổng Hợp TPHCM.

### Mục vụ
Ngày 25 tháng 3 năm 1975, Linh mục An tôn Nguyễn Ngọc Sơn được nhận vào làm việc ở tổ chức Caritas Việt Nam. Thời gian đó có rất nhiều người tị nạn chiến tranh. Nhiệm vụ của ông lúc đó là điều phối, tổ chức cứu trợ cho người tị nạn cắm lều ở dọc theo các giáo xứ vùng Hố Nai, Biên Hòa. Linh mục cùng những thành viên trong hội lo gạo sấy, thuốc men, nước uống và những nhu yếu phẩm cần thiết hằng ngày cho người tị nạn. Lúc này, ông cũng nhận được tin là toàn bộ gia đình mình đã rời Việt Nam sang định cư ở Hoa Kỳ. Riêng linh mục Sơn, ông xin được ở lại Việt Nam để phục vụ.
Từ năm 2002, Linh mục Sơn làm Tổng Thư ký của Ủy ban Bác ái Xã hội và Giám đốc Caritas Việt Nam từ năm 2008 đến năm 2010. Cũng từ năm 1998 đến năm 2007, linh mục Nguyễn Ngọc Sơn là thư ký Hội đồng Giám mục Việt Nam, ông cộng tác với nhiều người để thực hiện Bản tin Hiệp thông, biên soạn cuốn Niên giám Giáo hội Công giáo năm 2004 và 2005. Linh mục Antôn đã phối hợp với linh mục Phêrô Đặng Xuân Thành dịch và xuất bản cuốn Tóm lược Học thuyết Xã hội của Giáo hội Công giáo. Linh mục Sơn được giao phụ trách trang thông tin mạng của Hội đồng Giám mục Việt Nam từ khi mới thành lập năm 1998 đến ngày 30 tháng 11 năm 2008. Từ thời điểm mới thành lập cho đến khi linh mục Sơn ngưng phụ trách, trang tin đã có số người truy cập là 2.623.500 lượt. Mỗi ngày trung bình có khoảng 7.000 đến 10.000 lượt người truy cập trang tin chính thức của Hội đồng Giám mục Việt Nam
Ngày 1 tháng 1 năm 2011, linh mục Antôn Nguyễn Ngọc Sơn thôi giữ chức Tổng Thư ký Ủy ban Bác Ái Xã Hội và Giám đốc Caritas Việt Nam và được chuyển sang làm Tổng Thư ký Ủy ban Công Lý và Hòa Bình do Giám mục Phaolô Nguyễn Thái Hợp phụ trách.

### Công tác xã hội
Ngoài các công tác mục vụ Công giáo, linh mục Nguyễn Ngọc Sơn còn được bầu là Phó Chủ tịch kiêm Trưởng ban Xã hội - Y tế Hội Bảo trợ Người Khuyết tật và Trẻ mồ côi của TPHCM.

## Tác phẩm
Tuy là "dân kỹ thuật", nhưng linh mục Nguyễn Ngọc Sơn lại viết và biên dịch rất nhiều thể loại sách khác nhau như: sách về học thuật Công giáo, sách giáo lý, sách giáo dục nhân cách, sách về thiên nhiên hoa lá để từ đó gửi gắm những tư tưởng sống và nhân văn. Ông kết hợp với nhiều tác giả khác để viết và xuất bản với bút hiệu là Anthony Nguyễn Ngọc Sơn.

### Một số tác phẩm
- Tóm lược học thuyết xã hội của Giáo hội Công giáo (cùng với linh mục Phêrô Đặng Xuân Thành)[9]
- Chúa nói với trẻ em (1994)
- Con người mới trong gia đình Thiên chúa (1994)
- Lắng nghe tiếng gọi từ gia đình Nazareth (1994)
- Người mục tử cộng đồng hướng về tương lai (1996)
- Thống nhất đời sống trong Chúa Giêsu Kitô (1997)
- Niên giám Giáo hội Công giáo (2004-2005)

### Tập sáchSứ điệp Loài Hoa
Tháng 8 năm 1990, linh mục Nguyễn Ngọc Sơn gặp Tổng Giám mục Phaolô Nguyễn Văn Bình. Giám mục Bình bảo linh mục Sơn phải làm một cái gì đó cho giới trẻ. Linh mục Sơn hứa rằng sẽ viết một tập sách nhỏ về các loài hoa. Mãi 3 năm sau đó, vào tháng 1 năm 1993, cuốn sách mang tên "Sứ điệp các loài hoa" mới được xuất bản và giới trẻ đón nhận một cách nồng nhiệt. Đã có 15.000 cuốn bán hết ngay trong tháng đầu ra mắt. Sách được tiếp tục in thêm 20.000 cuốn trong lần tái bản kế tiếp. Lúc ấy, Tổng Giám mục Phaolô rất vui. Ông đã viết thư xin Sở Văn hoá Thông tin TP.HCM cho phép tái bản lần thứ 2. Tuy nhiên, dù Giám mục Bình đã viết thư đến lần thứ ba để xin phép tái bản nhưng Sở Văn hoá Thông tin đã không trả lời. Một thời gian sau, lý do mới được biết đến. Do sách có bài viết về loài hoa bất tử, nên cuốn sách đã bị liệt vào loại sách cấm. Tháng 7 năm 1994, nhờ có sự can thiệp, sách Sứ điệp Loài Hoa lại được tái bản với số lượng 20.000 cuốn; trong đó có 10.000 cuốn song ngữ Anh-Việt. Tập sách không còn bị liệt vào loại sách cấm và được phép tái bản nhiều lần sau đó. Chỉ riêng Toà Tổng Giám mục Tp HCM đã tái bản tới 5 lần và số lượng đạt 145.000 cuốn, không kể số sách in lậu của các nơi khác. Năm 2006, Giám mục Phêrô Nguyễn Văn Nhơn giáo phận Đà Lạt, đã cho làm đĩa hình Sứ điệp Loài Hoa với giọng đọc Anh-Việt của các nhân viên đài Chân lý Á Châu (Veritas in Asia-Philipphines) Đến năm 2016, đã có hơn 150.000 ấn bản cho tập sách này được xuất bản.